# Kuchnia lankijska
Kuchnia lankijska – ogół tradycji kulinarnych na Sri Lance. Podobnie jak w innych krajach regionu, podstawą pożywienia jest ryż. Ważnymi składnikami są również mleczko kokosowe oraz olej kokosowy. Ryż podaje się zazwyczaj z mocno przyprawionym curry warzywnym, mięsnym lub rybnym na bazie mleczka kokosowego, lub też w postaci makaronu ryżowego. Kuchnia na wyspie wykazuje pewne wpływy południowoindyjskie oraz europejskie.

## Typowe potrawy
- Kiribath
- Appam
- Buriani
- Kottu
- Lamprais